# Bethoncourt
 Bethoncourt  es una comuna y población de Francia, en la región de Franco Condado, departamento de Doubs, en el distrito de Montbéliard y cantón de Montbéliard-Est.
Su población en el censo de 1999 era de 6.848 habitantes. Forma parte de la aglomeración urbana de Montbéliard.
Está integrada en la Communauté d'agglomération du Pays de Montbéliard .

## Demografía
| 6442 | 10 996 | 10 592 | 9751 | 7448 | 6848 |
| Para los censos de 1962 a 1999 la población legal corresponde a la población sin duplicidades (Fuente: INSEE [Consultar]) |        |        |      |      |      |